# Arturo Mercanti
Arturo Mercanti (Milano, 15 aprile 1875 – Dire Daua, 6 luglio 1936) è stato un militare, pioniere dell'aviazione e pilota automobilistico italiano.

## Biografia
Nel 1907 fu segretario generale del Touring Club italiano, fu tra i fondatori nel 1908 della "Società italiana aviatori".
Fu tra i fondatori nel 1911 e primi presidenti dell'Aero Club d'Italia e nel 1913 organizzò la prima gara per idrovolanti in Italia, il "Circuito dei laghi". Tenente dei bersaglieri all'inizio della prima guerra mondiale, ricevette due medaglie di bronzo e nel 1918 prese il brevetto di pilota militare e divenne maggiore del Servizio Aeronautico.
Nel dopoguerra si avvicina al segretario dei Fasci di combattimento Attilio Longoni.
Nel novembre 1922 fu direttore generale dell'aviazione civile nel gabinetto Mussolini e da marzo 1923 direttore generale del Ministero dell'aeronautica, fino al luglio 1924. Nel 1928 partecipò alla ricerca dei superstiti del dirigibile Italia e fu tra i primi a ritrovare i superstiti della famosa tenda rossa. Volontario nella guerra d'Etiopia, dove morì al termine del conflitto e fu decorato della Medaglia d'oro al valor militare alla memoria.
Quale direttore dell'Automobile Club di Milano fece costruire l'Autodromo nazionale di Monza. Il 23 gennaio 1943 gli fu conferito postumo l'attestato di "pioniere dell'aeronautica".

### Dediche e riconoscimenti
Gli è stata dedicata una via di Roma ed il portale web dell'Aeronautica Militare ha proposto una pagina, intitolata "I grandi aviatori", dove vengono citate le maggiori personalità storiche dell'aviazione italiana, ponendo Arturo Mercanti tra di esse. Gli sono state dedicate due caserme, entrambe adibite a Centri Logistici di Manovra (ora chiuse e riconvertite): una a San Michele d'Appiano e una a Milano Lambrate.

## Onorificenze
Dati tratti dal Dizionario Biografico degli Italiani